# Alpenzoo Innsbruck

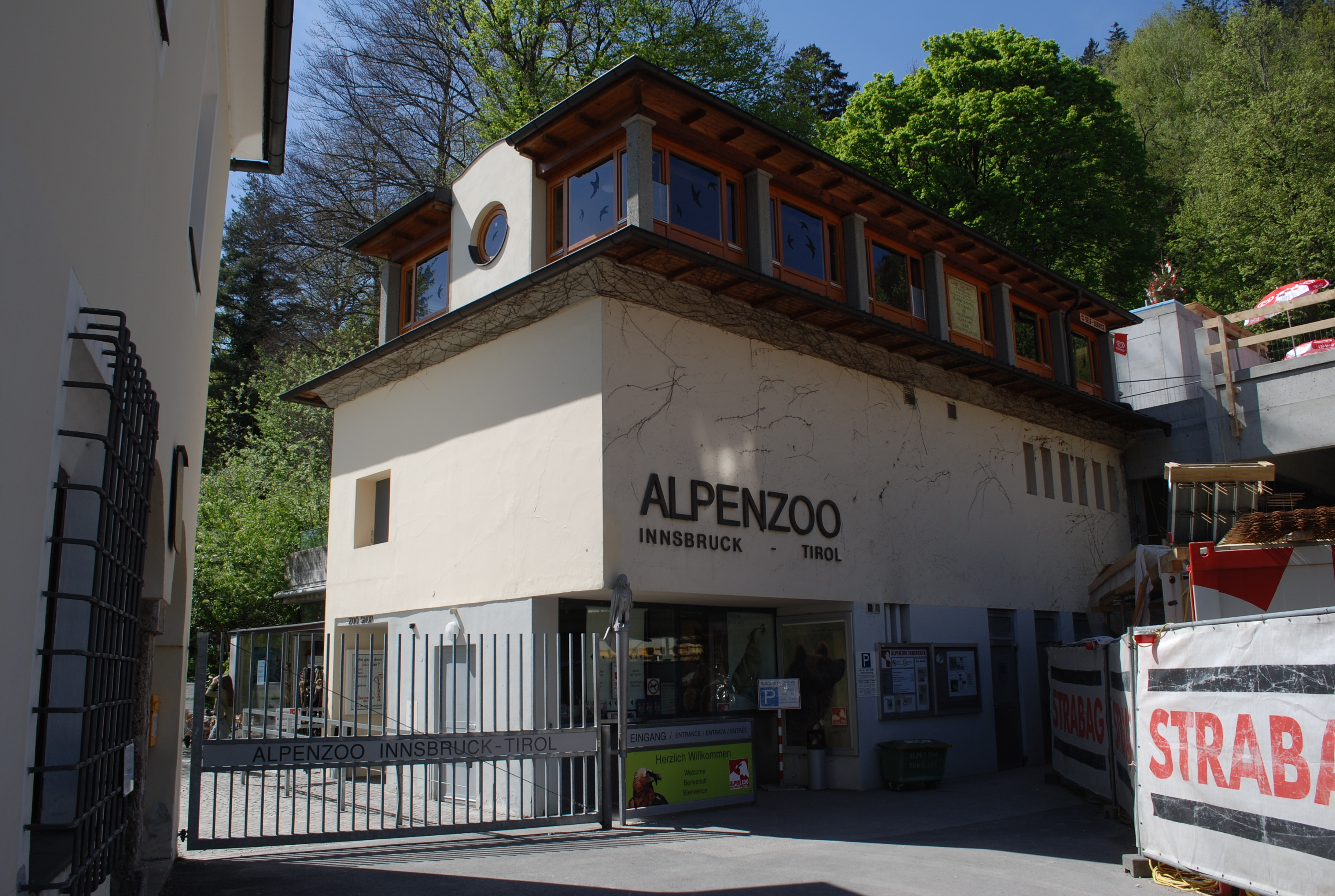
Hlavní vchod Alpenzoo

Alpenzoo Innsbruck je zoologická zahrada ležící na řekou Inn v Innsbrucku. Na ploše cca 4,1 ha žije 150 druhů (asi 2000 jedinců) fauny z celých Alp. Zahrada se nachází na svahu v blízkosti innsbrucké čtvrti Hungerburg, na území Höttingu.

## Popis
Alpenzoo Innsbruck byla založena dne 22. září 1962 Hansem Psennerem. Zasloužil se o navrácení vyhynulých nebo ohrožených druhů zpět do tyrolské přírody. Například orlosupa bradatého, kozorožce horského nebo ibise skalního. Pro ibise je Alpenzoo koordinátorem European Endangered Species Programme. Zvláštností jsou velké voliéry a průchozí obora. Jako jediná na světě úspěšně chová zedníčka skalního. Zoo má také předváděcí farmu se starými tyrolskými užitkovými plemeny.

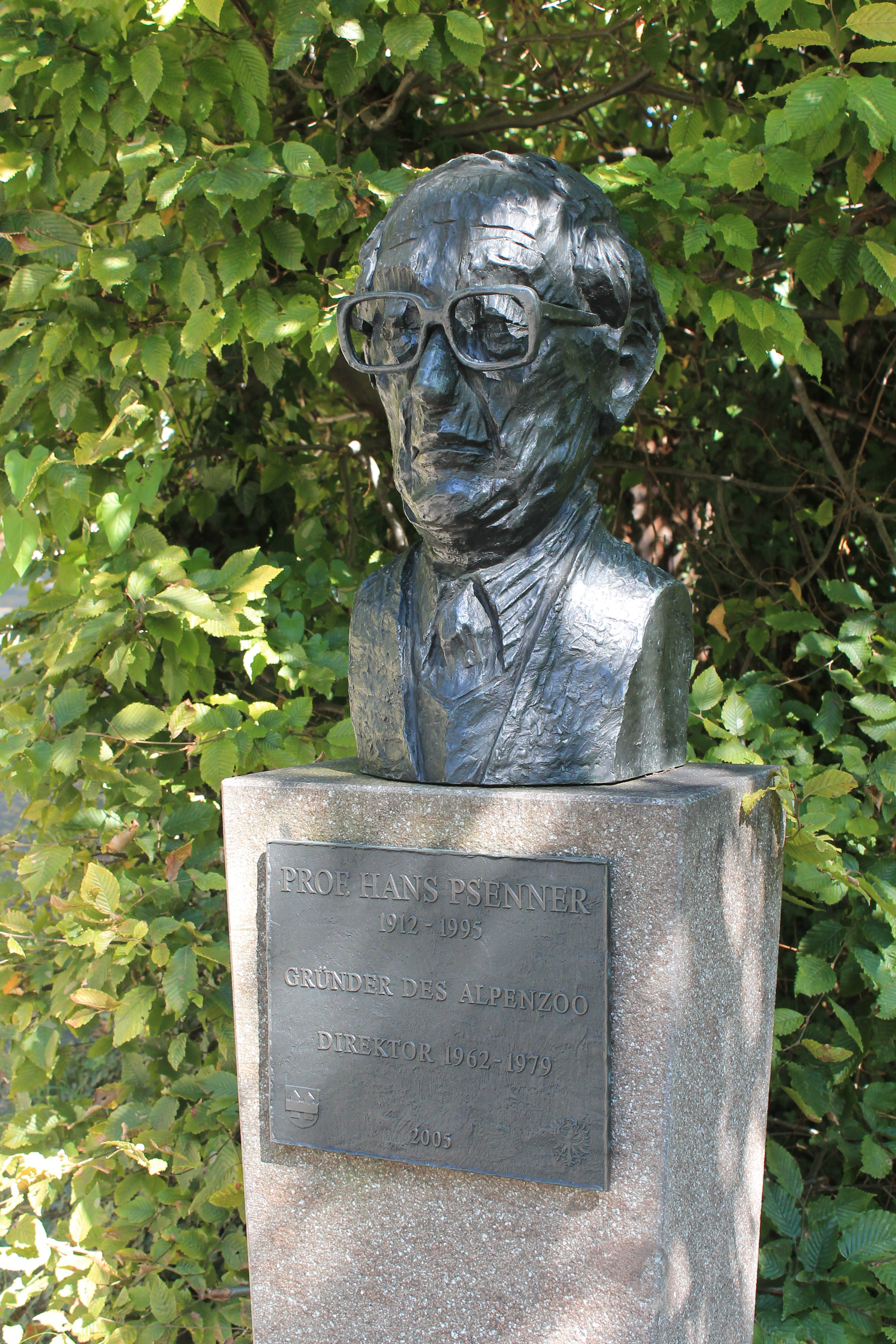
Busta Hanse Psennera
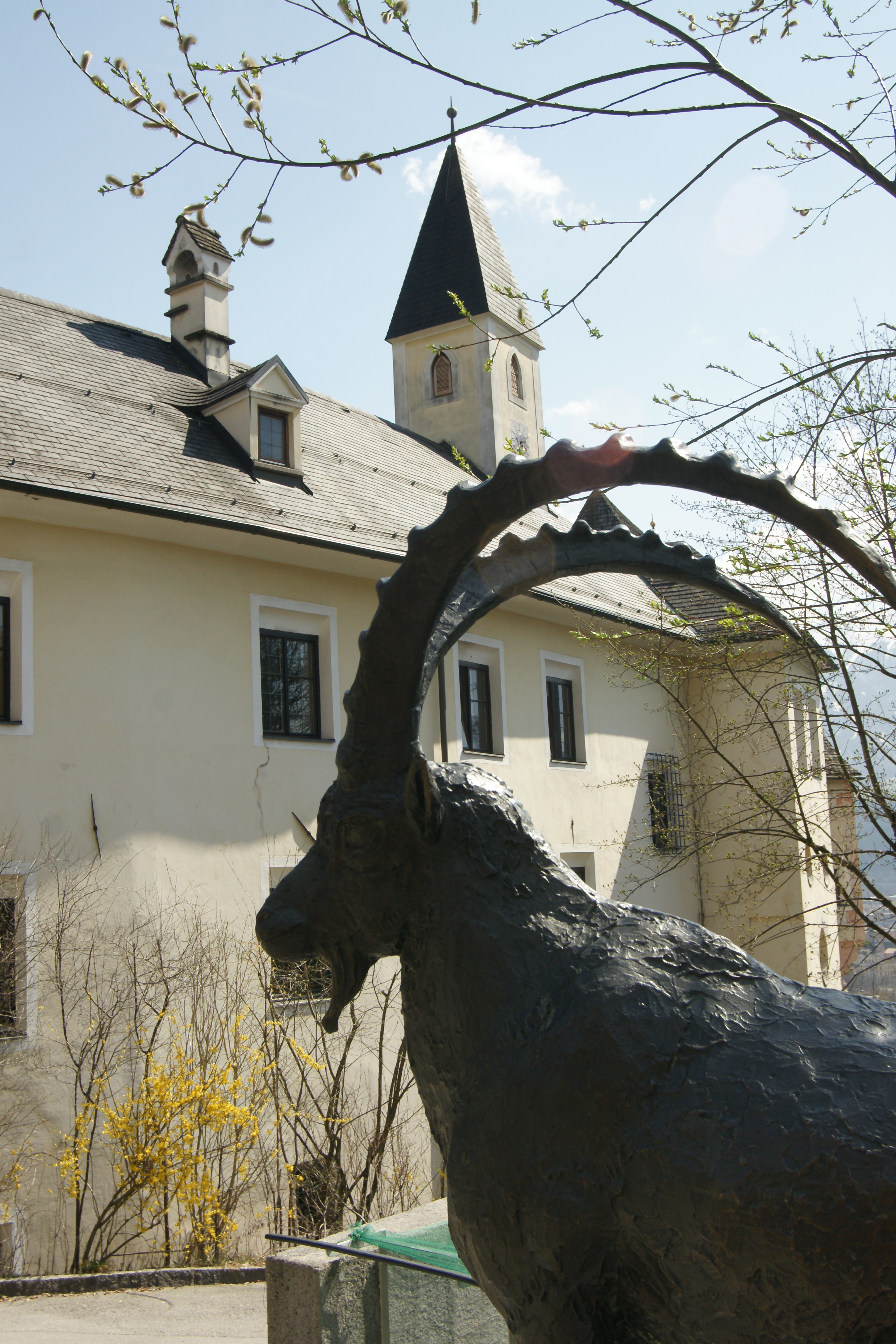